# The Essential Red Collection
| Recensione | Giudizio |
| ---------- | -------- |
| AllMusic   | [ 1 ]    |

The Essential Red Collection è una raccolta di Sammy Hagar, pubblicata dalla Hip-O Records nel 2004.

## Tracce
1. Bad Motor Scooter – 3:41 – dall'album Montrose
2. Thinking of You – 3:42 – previously unreleased 1974 demo
3. Call My Name – 3:03 – previously unreleased 1974 demo
4. Red – 4:04 – dall'album Sammy Hagar Red Album
5. I've Done Everything for You' – 3:03 – dal lato B del singolo (Sittin' On) The Dock of the Bay
6. Heavy Metal – 3:49 – dall'album Standing Hampton
7. I'll Fall in Love Again – 4:10 – dall'album Standing Hampton
8. There's Only One Way to Rock – 4:14 – dall'album Standing Hampton
9. Fast Times at Ridgemont High – 3:34 – dalla colonna sonora del film Fuori di testa
10. Your Love Is Driving Me Crazy – 3:30 – dall'album Three Lock Box
11. Two Sides of Love – 3:41 – dall'album VOA
12. I Can't Drive 55 – 4:12 – dall'album VOA
13. The Girl Gets Around – 3:21 – dalla colonna sonora del film Footloose
14. Winner Takes It All – 3:58 – dalla colonna sonora del film Over the Top
15. Give to Live - 4:22 – dall'album I Never Said Goodbye
16. Eagles Fly -  4:59 – dall'album I Never Said Goodbye
17. High Hopes - 5:28 – dalla raccolta Unboxed
18. Little White Lie - 2:52 – dall'album Marching to Mars
19. Marching to Mars - 5:05 – dall'album Marching to Mars
20. Mas Tequila - 4:10 – dall'album Red Voodoo